# 20 Oddział Pograniczny NKWD
20 Oddział Pograniczny NKWD (inaczej 20 Oddział Wojsk Pogranicznych NKWD) - jeden z oddziałów pogranicznych w składzie wojsk Ludowego Komisariatu Spraw Wewnętrznych ZSRR.
Należał do Okręgu Ukraińskiego Wojsk Pogranicznych NKWD, w którego skład wchodziły oprócz niego oddziały 22, 90, 91, 92, 93, 94, 95, 97, 98 oraz Szkoła Podoficerska Wojsk Pogranicznych NKWD w Wysocku.

## Litaratura
- Rutkiewicz Jan, Kulikow Walerij N, Wojska NKWD 1917–1946, Barwa i Broń, 1998.